# With All Her Heart
With All Her Heart é um filme de drama mudo produzido no Reino Unido e lançado em 1920. É baseado em um romance do famoso escritor Charles Garvice.